# NGC 4387
NGC 4387 (другие обозначения — UGC 7517, MCG 2-32-39, ZWG 70.65, VCC 828, PGC 40562) — эллиптическая галактика (E) в созвездии Девы.
В нескольких минутах дуги от центра этой галактики, как и от центров NGC 4374 и NGC 4406 вспыхнула сверхновая SN 1980I. В галактике обнаружены два тусклых точечных рентгеновских источника: один в самом ядре, второй в 200 парсеках от центра. Светимость первого составляет около 2⋅1038 эрг/с, второго — 4⋅1038 эрг/с.
Этот объект входит в число перечисленных в оригинальной редакции «Нового общего каталога».